# Dickson Etuhu
Dickson Paul Etuhu (ur. 8 czerwca 1982 w Kano) – nigeryjski piłkarz występujący na pozycji defensywnego pomocnika.

## Kariera klubowa
Etuhu urodził się w nigeryjskim mieście Kano, ale w młodym wieku wyemigrował do Wielkiej Brytanii. Tam też rozpoczął piłkarską karierę w klubie Manchester City i w 2001 roku zadebiutował w jego barwach w Division One. City w tym samym sezonie awansowało do Premier League, ale jeszcze na początku 2002 roku Dickson przeszedł do innego zespołu z tej samej ligi co Manchester, Preston North End. W Preston grał przez cztery sezony, w trakcie których wystąpił ponad 130 razy, a w sezonie 2004/2005 doprowadził zespół do finałów play-off, jednak w nim "The Lilywhites" ulegli stołecznemu West Ham United 0:1.
W styczniu 2005 Etuhu został wypożyczony do spadkowicza z Premiership, Norwich City. Latem 2006 "Kanarki" wykupiły go za 450 tysięcy funtów. Swojego pierwszego gola dla Norwich zdobył 23 sierpnia w wygranym 2:0 meczu z Torquay United w meczu Pucharu Ligi Angielskiej, a w lidze pierwsze tragienie zaliczył 12 września w spotkaniu z Southend United (3:3).
W lecie 2007 roku Etuhu przeszedł do beniaminka Premiership, Sunderlandu. Kosztował 1,5 miliona funtów, a w Premier League zadebiutował 11 sierpnia w wygranym 1:0 meczu z Tottenhamem.
29 sierpnia 2008 przeszedł do Fulham F.C. za kwotę około 1,5 miliona funtów. W latach 2012-2014 grał w Blackburn Rovers. W 2015 przeszedł do AIK Fotboll.
| Sezon   | Klub              | Kraj    | Rozgrywki                    | Mecze | Bramki |
| ------- | ----------------- | ------- | ---------------------------- | ----- | ------ |
| 2001/02 | Manchester City   | Anglia  | Division One                 | 12    | 0      |
| 2001/02 | Preston North End | Anglia  | Division One                 | 16    | 3      |
| 2002/03 | Preston North End | Anglia  | Division One                 | 39    | 6      |
| 2003/04 | Preston North End | Anglia  | Division One                 | 31    | 3      |
| 2004/05 | Preston North End | Anglia  | Football League Championship | 35    | 3      |
| 2005/06 | Preston North End | Anglia  | Football League Championship | 13    | 2      |
| 2005/06 | Norwich City      | Anglia  | Football League Championship | 19    | 0      |
| 2006/07 | Norwich City      | Anglia  | Football League Championship | 43    | 6      |
| 2007/08 | Sunderland        | Anglia  | Premier League               | 22    | 3      |
| 2008/09 | Fulham            | Anglia  | Premier League               | 20    | 1      |
| 2009/10 | Fulham            | Anglia  | Premier League               | 20    | 0      |
| 2010/11 | Fulham            | Anglia  | Premier League               | 28    | 2      |
| 2011/12 | Fulham            | Anglia  | Premier League               | 22    | 0      |
| 2012/13 | Blackburn Rovers  | Anglia  | Championship                 | 20    | 1      |
| 2013/14 | Blackburn Rovers  | Anglia  | Championship                 | 3     | 0      |
| 2015    | AIK Fotboll       | Szwecja | Allsvenskan                  | 21    | 2      |
| 2016    | AIK Fotboll       | Szwecja | Allsvenskan                  |       |        |

## Kariera reprezentacyjna
W reprezentacji Nigerii Etuhu zadebiutował 14 października 2007 roku w zremisowanym 2:2 towarzyskim spotkaniu z Meksykiem. W 2008 roku Berti Vogts powołał go do kadry na Puchar Narodów Afryki 2008.